# Sebastián Cancio
Sebastián Cancio, né le 4 octobre 1978 à Junín et mort le 22 février 2015 à Buenos Aires, est un coureur cycliste argentin. Actif sur route et sur piste durant les années 2000 et 2010, il est notamment champion panaméricain de poursuite en 2004 et dix fois champion d'Argentine sur piste.
En février 2015, il est admis à l'hôpital pour déshydratation et insolation à la suite de la Doble Bragado et meurt d'une crise cardiaque.

## Palmarès sur route
- 2004
  - 5e et 7e étapes de la Doble Bragado
  - 3e du Criterium de Apertura
- 2005
  - Tour de Mendoza
  - 3e de la Doble Bragado
- 2006
  - 3e de la Rutas de América
- 2007
  - 2e du Tour d'Uruguay
- 2009
  - 3e des 500 Millas del Norte
- 2010
  - Clásica de Venado Tuerto
  - 2e de la Doble Bragado
- 2013
  - 2e de la Doble Bragado
  - 2e des 500 Millas del Norte
- 2015
  - 3e de la Doble Bragado

## Palmarès sur piste

### Jeux sud-américains
- Buenos Aires 2006
  -  Médaillé de bronze de la poursuite par équipes
- Medellin 2010
  -  Médaillé d'argent de l'omnium
  -  Médaillé de bronze du scratch

### Championnats panaméricains
- Tinaquillo 2004
  -  Champion panaméricain de poursuite
  -  Médaillé de bronze de la course aux points
- Mar del Plata 2005
  -  Médaillé d'argent de la poursuite par équipes